# Матеус, Марлене
Марлене Колла Матеус (порт. Marlene Colla Matheus) (24 сентября 1936, Сан-Паулу — 2 июля 2019) — бразильская танцовщица и спортивный функционер, президент Спортивного Клуба «Коринтианс» с 1991 по 1993 год, вдова другого бывшего президента «Коринтианса» Висенте Матеуса, который руководил клубом 8 сроков с 1959 по 1991 год — в общей сложности 18 лет.

## Биография
Марлене Колла родилась в историческом районе в центре города Сан-Паулу Брас в 1936 году. К 1954 году Марлене была профессиональной танцовщицей фламенко, когда познакомилась с Висенте Матеусом во время празднования 400-летия основания города. Они поженились 14 августа 1968 года, а через 3 года, когда её муж вернулся в «Коринтианс» в качестве вице-президента (он уже был президентом в 1959—1961 гг.), Марлене стала работать в социальном департаменте этого клуба. Спустя год Висенте возглавил «Коринтианс» во второй раз, вплоть до 1981 года.
После того, как стало понятно, что Висенте Матеус больше не получит возможности баллотироваться на пост президента «Коринтианса» в 1991 году, он выдвинул Марлене в качестве своего преемника. Марлене выиграла выборы с 2119-ю голосами избирателей и стала первой женщиной, возглавившей в качестве президента один из великих бразильских клубов. За время её правления команда не сумела добиться серьёзных успехов на спортивной арене, что дало козыри в борьбе за пост Алберто Дуалибу. Он выиграл выборы в 1993 году и во время его президентства «Коринтианс» сумел выиграть почти все трофеи мирового футбола, включая титул клубного чемпиона мира 2000 года. В то же время, методы руководства Дуалиба часто подвергались критике и Марлене Матеус всегда находилась в оппозиции к Дуалибу. Особенно её роль в общественной жизни клуба возросла после смерти мужа в 1997 году.
Марлене Матеус последовательно противилась приходу в клуб иностранных инвесторов MSI во главе с Киа Джарубчианом. В середине 2000-х годов «Коринтианс» сумел стать чемпионом Бразилии, но в итоге спустя пару сезонов вылетел в Серию B. К власти в клубе пришёл бизнесмен с испанским подданством Андрес Санчес, являющийся союзником Матеус.
Являлась членом Консультативного совета «Коринтианса» — «CORI».